# Ernst Dunker
Pour les articles homonymes, voir Delage.
Ernst Dunker, alias Delage, né le 27 janvier 1912 à Halle (Allemagne) et mort le 6 juin 1950 à Marseille, est un sous-officier SS allemand du SIPO-SD de Marseille, qui a joué pendant la Seconde Guerre mondiale un rôle particulièrement actif contre la Résistance intérieure française.

## Biographie

### Avant-guerre
Après ses études secondaires, Ernst Dunker vit de menus larcins ; il est condamné à 4 mois de prison et finit en maison de correction pour mineurs. À peine sorti, le voilà voleur, receleur et proxénète : retour en prison. Il se lie à plusieurs membres du NSDAP au début des années 1930. Le nazisme semble être un bon moyen pour Dunker de continuer à mener en toute impunité des activités illégales. Le 30 janvier 1933, Adolf Hitler devient Chancelier.
Dunker n'est pas officiellement membre du parti nazi, mais il prétend entrer en contact avec ses services de renseignement et travailler pour eux dès 1934. On retrouve sa trace comme barman dans l’hôtellerie internationale, à Saint-Raphaël puis La Baule comme serveur, au début 1935 à Rome et au Grand Hôtel Plaza de Milan. En 1936, il débarque à Londres dans un poste de garçon d'étage à l'hôtel Grosvenor House, puis en qualité de serveur. Au début de 1939, il est gérant d'un restaurant à Hoboken (États-Unis), le Milk-Bar, pendant six mois.
À son retour en Allemagne, il parle couramment trois langues étrangères, le français, l'anglais et l'italien. En septembre 1939, la Grande-Bretagne et la France déclarent la guerre à l'Allemagne nazie. En décembre 1939, Dunker se marie avec Hilde Sruth, dont il aura une fille, et s'installe à Cologne. Il est mobilisé en tant que soldat 2e classe à Neuruppin.

### La guerre
Rentré à Berlin, il est mobilisé le 20 décembre 1939 au 99e régiment d'infanterie motorisée de la Wehrmacht, et fait la campagne de France. Blessé, il est décoré de la Croix de fer, 2e classe.
Jugé inapte au service actif, il ne quitte pourtant pas l'armée. « On » l'envoie aux « Renseignements » de la Wehrmacht, c'est-à-dire l'Abwehr comme traducteur. Après un stage linguistique de 10 mois, il part en mission en Afrique du Nord. Dans le courant du mois de novembre 1940, il est arrêté par les agents de la Surveillance du territoire (DST) en Tunisie. À partir d'avril 1941, on retrouve sa trace en tant que traducteur en anglais au grand quartier général (GQG) de Saint-Germain-en-Laye, dans le service des transmissions.
Puis à sa demande, en septembre 1942, il se voit affecté à Paris au siège de l'Amt D IV, la police de sécurité allemande, désormais aux mains des SS, 11 rue des Saussaies, bureau 415, avec le grade d'Unterscharführer (sergent). Sous les ordres de l'adjudant Hans Sommer, Dunker fréquente activement les bars de nuit des frères Palmieri, le Milieu parisien, où il retrouve de temps à autre les membres de la rue Lauriston, siège de la Carlingue, et d'Henri Chamberlain, dit « Lafont ».
Dunker est mêlé à des opérations des Bureaux des achats allemands. Interrogé lors d'une contre-enquête, il est compromis, cassé de son grade, et condamné à un mois de prison, avant sa réintégration. Entre février et mars 1943, à 31 ans, Dunker est promu avec le grade de SS-Oberscharführer (sergent-chef), puis envoyé au Sipo-SD de Marseille, sous les ordres du lieutenant Kompe, chef de la section IV E (contre-espionnage), qui s'occupe aussi de la lutte contre la Résistance française. Le Sipo-SD est commandé par le SS-Sturmbannführer (commandant) Rolf Mühler.

#### La guerre de Dunker alias « Delage »
Le service d'Ernst Dunker, installé dans une grande villa au no 425 rue Paradis à Marseille, comprend plus de soixante-dix agents permanents dont neuf Français identifiés (Antoine Tortora, Gaston Daveau, Léon Brown, Jean Jalabert, Thomas Ricci, Edmond Maurel, André Mariani, Charles Olivieri et Max De Wilde).
Au printemps 1944, la répression se durcit, les gangsters de Sabiani, au service de Dunker, se déchaînent à Marseille. Simon Sabiani crée les groupes d'action formés de gros bras du Parti populaire français (PPF) et de truands pour arrêter des réfractaires au STO et les livrer à la Gestapo. Parmi eux, on retrouve François Spirito, Charles Olivieri, Antoine Tortora « le boxeur », Gioviani Galina dit « gueule d'or », François Carbone et Jeannot Carbone, et le clan Palmieri (Charles, Alfredo et Victor). Rue Paradis, ils agissent au sein de la « brigade des caves » et du groupe « des arbitres ». Le chef de famille de souche corse, Charles Palmieri, roi du marché noir, recrute une équipe spécialisée, « Le Bureau Merle », chargé d'arrêter les juifs et de piller leurs appartements.

### Activité au SIPO-SD de Marseille
L'activité d'Ernst Dunker contre les mouvements de Résistance a été considérable et particulièrement dévastatrice. Elle est connue principalement par trois rapports établis par lui, retrouvés à Marseille en septembre 1944.

#### Rapport Flora
Couvrant la période du 14 avril au 17 juillet 1943, date de sa signature, il porte sur une des plus terribles opérations de répression contre la Résistance. Les opérations débutent par la découverte d'adresses dans des boites à lettres, qui permettent les premières arrestations. Dunker retourne cinq résistants arrêtés qui acceptent de devenir ses contre-agents. Deux resteront célèbres. Léon Charles Brown dit « Félix », agent 133, ingénieur radio, responsable régional des groupes francs de Combat à Toulon, arrêté dans cette ville le 23 avril 1943, devient contre-agent à Marseille dès le 30 du même mois. Jean Multon, secrétaire de Maurice Chevance, chef régional des MUR, est retourné tout aussi facilement. Il connaît toute l'organisation des MUR et apporte à Dunker des informations capitales. Il commence par lui livrer son chef et participe à l'arrestation, mais Chevance parvient à s'échapper de son domicile par une porte arrière.
Jean Multon est ensuite envoyé au SD de Lyon auprès de Klaus Barbie. Son action d'agent double aura des implications particulièrement lourdes, permettant l'arrestation de nombreux autres chefs, dont celle de René Hardy, ces arrestations allant jusqu'aux dirigeants nationaux, le général Delestraint et Jean Moulin. Multon revient ensuite à Marseille reprendre son activité auprès de Dunker, jusqu'au printemps 1944 où il passe en Algérie.
Le rapport Flora comprend 241 noms répartis dans quatre listes, les deux premières étant chronologiques.

##### 1reliste
Relatant comment ont été démantelés les MUR de Provence, elle porte sur 105 résistants, convaincus d'être des membres actifs, des auxiliaires ou d'être au courant de l'organisation. 28 femmes et 77 hommes dont les 5 retournés. 8 seront remis à la police italienne (pour les Alpes-Maritimes) et 78 transférés à Fresnes et déportés dont 25 non revenus.

##### 2eliste
17 résistants identifiés et recherchés.

##### 3eliste
10 résistants identifiés, en lien avec l'affaire Grossfürst, dont 6 arrêtés.

##### 4eliste
Elle énumère 108 résistants dont beaucoup sont déjà arrêtés par la police française, l'OVRA ou les services allemands hors de la région R2. S'y trouvent ainsi Louis Martin-Bret, Max Juvénal, Henri Frenay, Raymond Aubrac, Jean Moulin, Daniel Cordier, Emmanuel d'Astier de la Vigerie, Bertie Albrecht, René Hardy. Ce dernier, arrêté puis relâché, « permit ensuite en tant que contre-agent du EK de Lyon de faire arrêter à Lyon [Caluire] lors de la réunion du 25 [21] juin 1943 : nº 54, Moulin, Jean (alias Max, alias Rex), délégué personnel de De Gaulle, président du comité directeur des MU [MUR], ainsi que cinq chefs des MU. »

#### Rapports Catillina et Antoine
Les rapports Catillina, du 7 juillet 1944, et Antoine, du 11 août 1944, portent principalement sur les arrestations faites grâce à un agent double, Maurice Seignon de Possel-Deydier, officier français envoyé par Alger pour instruire et coordonner la Résistance en Provence. C'est sans doute en mai 1944 qu'il entre en contact avec Dunker. Les renseignements qu'il lui donne permettent de monter le guet-apens d'Oraison où sont pris les membres du CDL des Basses-Alpes et d'arrêter un nombre considérable d'autres dirigeants de la région R2, qui seront pour la plupart abattus à Signes les 19 juillet et 8 août 1944.
Le rapport Antoine fait état de 24 personnes arrêtées dont 17 exécutées et 4 déportées. Seignon indique aussi les lieux de rassemblement des maquis de Charleval, Jouques et Sainte-Anne. 80 résistants sont tués au cours d'une seule opération de répression. Trois radios, Octave, Rubens et Paul, sont arrêtés. Le rapport Antoine n'est pas signé par Ernst Dunker, ce qui ne prouve pas qu'il ne soit pas de lui.

### Légende noire
Ernst Dunker a agi à un grade subalterne mais son activité a été si importante, adroite, efficace et terrible qu'il est devenu à lui seul la légende noire du Sipo-SD de Marseille. Ivan Beltrami, externe entré au service des consignés de l'hôpital Salvator de Marseille pour pouvoir y soigner son frère Francis, indique que ce dernier avait six fractures au bras, onze aux côtes, un tympan crevé, des blessures sur tout le dos après avoir été sauvagement torturé rue Paradis par Dunker, qualifié de « fou sanguinaire », et deux Français de son équipe, le boxeur Tortoni (abattu plus tard par la Résistance) et Daveau (condamné à mort à Marseille puis gracié).

Bien que sa carrière civile avant la guerre soit plutôt claire sinon ordinaire, telle qu'elle est relatée dans l'instruction de son procès, Dunker passe pour avoir été gangster à Berlin. Il passe aussi pour avoir été cassé de son grade puis réintégré mais le rapport d'instruction n'en fait pas mention non plus. Il déclare à l'instruction : 

« C'est d'office que j'ai été versé dans la Gestapo [...]. Avant, je faisais partie de la Wehrmacht. Mes camarades et moi avons vainement protesté mais nous avons été obligés de rester dans la Gestapo. »

Il passe enfin pour être le chef de la section IV E mais il n'y est que gradé, la section étant commandée par le lieutenant Kompe. Son cas apparaît cependant plus complexe. S'il est responsable des enquêtes et des interrogatoires, très souvent sous la torture, il ne décide ni des exécutions ni des déportations. « Je n'avais pas le pouvoir de déporter quelqu'un, seuls les chefs de sections IV E et IV D avaient le pouvoir de le faire. » Au sujet des fusillés de Signes : « la décision de les fusiller a été prise par un conseil de guerre. » Les retournements paraissent avoir été faits sans contrainte physique, par la persuasion, et rapidement.
Le capitaine Roger Morange, officier des services de renseignements français, et un des officiers que Dunker a personnellement interrogé et qui a été torturé par ses acolytes, donne de lui dans ses mémoires une description : « de taille moyenne, vigoureusement bâti, des yeux gris bleu qui ont une lumière dure. Son ton de commandement est sans appel. » Pendant les interrogatoires, « Dunker est tout miel et s'exprime dans un français excellent. » Morange note que si Dunker fait impitoyablement torturer les officiers français, il leur montre aussi des signes discrets de considération. Il apporte au capitaine, entre les interrogatoires, du café et des cigarettes, et lui tient des propos de militaire à militaire : « Nous n'en voulons pas aux officiers français qui font leur service » ou « Pour le moment, c'est moi qui vous garde. Qui dit qu'après le débarquement américain, les rôles ne seront pas inversés ? » ou encore « Vous chercherez à vous évader, j'y veillerai et vous ne vous évaderez pas. »
En revanche, il ne supporte pas les traîtres français qui pourtant le servent et dira à son procès au sujet de Maurice Seignon de Possel-Deydier dit « Erick » qu'il a abattu de sa main : « J'avais de l'aversion pour ce traitre. C'était un individu méprisable. » Lors de son repli en Allemagne en août 1944, il emmène quand même avec lui quatre agents français, sans doute particulièrement fidèles.

### Procès et exécution
Au débarquement de Provence, Dunker quitte Marseille pour se replier en Allemagne. Rentré en France l'année suivante après être passé par la Suisse, il est arrêté avec sa maîtresse, Blanche Di Meglio, à Paris, le 25 mai 1945, et transféré à Marseille.
Détenu à la prison Chave de Marseille, Dunker est renvoyé devant le tribunal militaire de Marseille. L'instruction, menée principalement par le colonel Pétré, torturé rue Paradis, et à laquelle Dunker apporte son concours, ne fait l'objet d'aucune contestation. Me Garsi, du barreau de Marseille, commis d'office, défend l’accusé avec opiniâtreté pendant les trois jours du procès ; sa plaidoirie dure une heure trois quarts et il est félicité en audience pour son travail par le tribunal après le prononcé de la sentence. Dunker reconnaît sans difficulté la plupart des faits et se défend en déclarant qu'il n'a agi que sur ordres, en soldat et à un rang très subalterne, se retranchant derrière ses chefs « à qui il ne pouvait qu'obéir en tout et pour tout ».

Dans sa dernière déclaration avant le délibéré, il dit : 

« Nous n'avons pas tous le bonheur d'être Français et, malheureusement, je suis Allemand. »

Le tribunal militaire le déclare criminel de guerre le 21 janvier 1947 et le condamne à la peine de mort. Pour des raisons qui restent à expliciter, Ernst Dunker ne sera exécuté que trois ans plus tard, à Marseille le 6 juin 1950.

### Sources
- Georges Brusson, commissaire principal chef de la brigade de surveillance du territoire à Marseille, « Compte-rendu du jugement du Tribunal militaire de Marseille, séances des 22-23-24 janvier 1947, concernant Dunker Ernst, ex agent chef SS de la section 4 E de la Gestapo de Marseille », annexe 8, p. 302-304 de l'ouvrage suivant
- C.L. Flavian, Ils furent des hommes, lettre préface du général de Gaulle, 384 p., Nouvelles Éditions latines, 1948
- Un héros du CE français raconte, le capitaine Morange, introduction du capitaine Paul Paillole, Amicale des anciens des services spéciaux de la Défense nationale, en ligne
- Boris de Gueyer, L'ORA dans la Région, Mémoire vive de la Résistance, en ligne
- Professeur Ivan Beltrami, Mémoires d'un Juste, Les Chantiers de jeunesse, Mémoire vive de la Résistance, 2006, en ligne
- Colonel Jean-Baptiste Pétré, blog sur la Résistance à Marseille, version intégrale du rapport Flora traduit en français, documents d'archives de l'instruction du procès Dunker: colonel-petre-resistance-marseille.over-blog